# Dwars door België 1970
La Dwars door België 1970, ventiseiesima edizione della corsa, si svolse il 22 marzo su un percorso di 195 km, con partenza ed arrivo a Waregem. Fu vinta dal belga Daniel Van Ryckeghem della squadra Mann-Grundig, al suo secondo successo in questa competizione, davanti ai connazionali Eric Leman e Frans Verbeeck.

## Ordine d'arrivo (Top 10)
| Pos. | Corridore            | Squadra           | Tempo    |
| ---- | -------------------- | ----------------- | -------- |
| 1    | Daniel Van Ryckeghem | Mann-Grundig      | 4h48'00" |
| 2    | Eric Leman           | Flandria-Mars     | s.t.     |
| 3    | Frans Verbeeck       | Geens-Watney      | s.t.     |
| 4    | Jan van Katwijk      | Willem II-Gazelle | s.t.     |
| 5    | Willy Van Neste      | Mann-Grundig      | s.t.     |
| 6    | Walter Planckaert    | Geens-Watney      | s.t.     |
| 7    | André Dierickx       | Flandria-Mars     | s.t.     |
| 8    | Willy Donie          | Goldor-Fryns      | s.t.     |
| 9    | Jaak De Boever       | Flandria-Mars     | a 2'40"  |
| 10   | Wilfried David       | Flandria-Mars     | s.t.     |